# Völcsej
Völcsej – wieś i gmina w północno-zachodniej części Węgier, w pobliżu miasta Sopron.
Miejscowość leży na obszarze Małej Niziny Węgierskiej, w pobliżu granicy austriackiej. Administracyjnie należy do powiatu Sopron-Fertőd, wchodzącego w skład komitatu Győr-Moson-Sopron. Gmina liczy 392 mieszkańców (2009) i zajmuje obszar 9,32 km².